# Luigi di Borbone-Francia (1751-1761)
Luigi Giuseppe Saverio di Francia, duca di Borgogna (Versailles, 13 settembre 1751 – Versailles, 22 marzo 1761), fu principe del sangue appartenente alla Casa di Borbone.

## Biografia
Luigi di Borbone-Francia fu il secondo tra i figli sopravvissuti alla nascita, e il maggiore fra i maschi, del delfino Luigi Ferdinando e della principessa Maria Giuseppina di Sassonia. Alla nascita, il principe non fu battezzato fino al 29 novembre 1760 e ricevette il nome Luigi Giuseppe Saverio. Fu battezzato nella cappella del Palazzo di Versailles insieme al suo padrino Luigi XV e alla madrina Maria Leszczyńska, entrambi suoi nonni. Luigi Giuseppe fu quindi il fratello maggiore dei futuri re di Francia Luigi XVI, Luigi XVIII e Carlo X. È un bambino intelligente, amato dai suoi genitori. Gli fu dato il titolo di duca di Borgogna da suo nonno paterno, Luigi XV poiché si riteneva che sarebbe diventato re di Francia dopo la morte del padre. Come erede al trono, Luigi era più piccolo di statura del fratello minore Luigi, duca di Berry (il futuro Luigi XVI), ma aveva capelli splendidi e occhi vivaci, proprio come il ritratto di suo padre. Tutti ne hanno elogiato l'ingegno e le battute. Luigi era molto affezionato alla sorellina maggiore, la principessina Maria Zefirina, che purtroppo morì nel 1755. Non sappiamo come si sentì il piccolo principe per la scomparsa della sua compagna di giochi, in un'epoca in cui i bambini prestano poca attenzione alle emozioni. A corte era l'orgoglio della sua famiglia e tutti lo consideravano un grande re.

## Educazione
Sviluppò una mente vivace, una grande pietà e si dilettava nella sua intelligenza. I suoi genitori furono coinvolti in prima persona nella sua educazione: il padre insegnò al figlio il latino e l'italiano, mentre la madre gli insegnò la storia e si occupò dei suoi studi religiosi. Del resto, Luigi aveva dei precettori, che si trovavano costantemente di fronte ad un giovane principe sicuro di sé e pieno di sé, consapevole del suo rango, che a volte lo faceva diventare arrogante nei confronti di chi lo circondava.

## Malattia
Dopo essere caduto da un cavallo a dondolo, nel 1760, cominciò a zoppicare e poco dopo, a  causa di tumore nel fianco, fu anche sottoposto ad un'operazione, che gli provocò danni irreversibili alle gambe non permettendogli di camminare. Il piccolo principe si annoiava e temeva addirittura di restare indietro negli studi. Per distrarlo, suo fratello minore, il duca di Berry, fu portato al suo capezzale. Sebbene i due fratelli provassero sentimenti reciproci, Luigi Giuseppe trattò con fermezza il fratello minore, considerandolo uno dei “suoi sudditi”. Ma se Luigi avesse trattato duramente suo fratello minore, nessuno avrebbe pensato di criticarlo, a causa delle sofferenze che lui stesso ha dovuto sopportare. Domenica 22 marzo 1761 Luigi Giuseppe Saverio morì alla Reggia di Versailles all'età di 9 anni alle 2:45. La sofferenza del Re, della Regina, i suoi genitori e dell'intera Famiglia Reale fu alleviata solo dalla grande speranza riposta nel Duca di Berry e quella speranza divenne ogni giorno più forte. Il corpo di Louis-Joseph fu portato alle Tuileries per un'autopsia prima di essere sepolto a Saint-Denis il 1 maggio. Il suo cuore fu sepolto a Val-de-Grâce

## Ascendenza
|                              |                       |                                          | Genitori                                  |  |  | Nonni |  |  | Bisnonni                |  |  | Trisnonni              |  |
|                              |                       |                                          |                                           |  |  |       |  |  | Luigi, duca di Borgogna |  |  | Luigi, il Gran Delfino |  |
|                              |                       |                                          |                                           |  |  |       |  |  | Luigi, duca di Borgogna |  |  | Luigi, il Gran Delfino |  |
|                              |                       | Duchessa Maria Anna Vittoria di Baviera  |                                           |  |  |       |  |  | Luigi, duca di Borgogna |  |  |                        |  |
| Luigi XV di Francia          |                       |                                          |                                           |  |  |       |  |  | Luigi, duca di Borgogna |  |  |                        |  |
|                              |                       | Maria Adelaide di Savoia                 | Vittorio Amedeo II di Savoia              |  |  |       |  |  |                         |  |  |                        |  |
|                              |                       | Maria Adelaide di Savoia                 | Vittorio Amedeo II di Savoia              |  |  |       |  |  |                         |  |  |                        |  |
|                              |                       | Maria Adelaide di Savoia                 | Anna Maria d'Orléans                      |  |  |       |  |  |                         |  |  |                        |  |
| Luigi di Borbone-Francia     |                       | Maria Adelaide di Savoia                 |                                           |  |  |       |  |  |                         |  |  |                        |  |
|                              |                       | Stanisalo I di Polonia                   | Conte Rafal Leszczynski                   |  |  |       |  |  |                         |  |  |                        |  |
|                              |                       | Stanisalo I di Polonia                   | Conte Rafal Leszczynski                   |  |  |       |  |  |                         |  |  |                        |  |
|                              |                       | Stanisalo I di Polonia                   | Principessa Anna Jablonowska              |  |  |       |  |  |                         |  |  |                        |  |
| Maria Leszczyńska            |                       | Stanisalo I di Polonia                   |                                           |  |  |       |  |  |                         |  |  |                        |  |
|                              |                       | Caterina Opalińska                       | Conte Jan Karol Opalinski                 |  |  |       |  |  |                         |  |  |                        |  |
|                              |                       | Caterina Opalińska                       | Conte Jan Karol Opalinski                 |  |  |       |  |  |                         |  |  |                        |  |
|                              |                       | Caterina Opalińska                       | Contessa Zofia Czarnkowska                |  |  |       |  |  |                         |  |  |                        |  |
| Luigi di Borbone-Francia     |                       | Caterina Opalińska                       |                                           |  |  |       |  |  |                         |  |  |                        |  |
|                              | Augusto II di Polonia | Giovanni Giorgio III di Sassonia         |                                           |  |  |       |  |  |                         |  |  |                        |  |
|                              | Augusto II di Polonia | Giovanni Giorgio III di Sassonia         |                                           |  |  |       |  |  |                         |  |  |                        |  |
|                              | Augusto II di Polonia | Anna Sofia di Danimarca                  |                                           |  |  |       |  |  |                         |  |  |                        |  |
| Augusto III di Polonia       | Augusto II di Polonia |                                          |                                           |  |  |       |  |  |                         |  |  |                        |  |
|                              |                       | Cristiana di Brandeburgo-Bayreuth        | Cristiano Ernesto di Brandeburgo-Bayreuth |  |  |       |  |  |                         |  |  |                        |  |
|                              |                       | Cristiana di Brandeburgo-Bayreuth        | Cristiano Ernesto di Brandeburgo-Bayreuth |  |  |       |  |  |                         |  |  |                        |  |
|                              |                       | Cristiana di Brandeburgo-Bayreuth        | Sofia Luisa di Württemberg                |  |  |       |  |  |                         |  |  |                        |  |
| Maria Giuseppina di Sassonia |                       | Cristiana di Brandeburgo-Bayreuth        |                                           |  |  |       |  |  |                         |  |  |                        |  |
|                              |                       | Giuseppe I d'Asburgo                     | Leopoldo I d'Asburgo                      |  |  |       |  |  |                         |  |  |                        |  |
|                              |                       | Giuseppe I d'Asburgo                     | Leopoldo I d'Asburgo                      |  |  |       |  |  |                         |  |  |                        |  |
|                              |                       | Giuseppe I d'Asburgo                     | Eleonora del Palatinato-Neuburg           |  |  |       |  |  |                         |  |  |                        |  |
| Maria Giuseppa d'Austria     |                       | Giuseppe I d'Asburgo                     |                                           |  |  |       |  |  |                         |  |  |                        |  |
|                              |                       | Guglielmina Amalia di Brunswick-Lüneburg | Giovanni Federico di Brunswick-Lüneburg   |  |  |       |  |  |                         |  |  |                        |  |
|                              |                       | Guglielmina Amalia di Brunswick-Lüneburg | Giovanni Federico di Brunswick-Lüneburg   |  |  |       |  |  |                         |  |  |                        |  |
|                              |                       | Guglielmina Amalia di Brunswick-Lüneburg | Benedetta Enrichetta del Palatinato       |  |  |       |  |  |                         |  |  |                        |  |
|                              |                       | Guglielmina Amalia di Brunswick-Lüneburg |                                           |  |  |       |  |  |                         |  |  |                        |  |